# Холманські
Холма́нські (рос. Холманские) — присілок у складі Даровського району Кіровської області, Росія. Входить до складу Кобрського сільського поселення.
Населення становить 5 осіб (2010, 7 у 2002).
Національний склад станом на 2002 рік — росіяни 100 %.